# 大衛·麥肯齊
大衛·麥肯齊（英語：David McKienzie；1979年7月5日—）是一位美國排球運動員。他曾經就讀於楊百翰大學，並代表楊百翰大學參加NCAA的賽事。他也是美國國家男子排球隊的一員，代表美國參加了2012年奧運會的比賽。